# West Autobahn
L'autostrada austriaca A1, chiamata anche West Autobahn (autostrada dell'Ovest), collega la capitale Vienna con Linz e Salisburgo e con la Germania, proseguendo in territorio tedesco con il nome di A8 Autobahn per Monaco di Baviera, con una diramazione per Innsbruck. Sul suo percorso si innesta con l'A9 per Graz e con le autostrade A8 e A10 per Villaco e Tarvisio; inoltre, nei pressi di Linz si snoda l'autostrada A7, che, con la denominazione E55, prosegue in direzione di Praga.

## Percorso
Nel tratto Vienna-Linz l'autostrada scorre nella valle del Danubio, per proseguire verso le città di Wels e Vöcklabruck e raggiungere Salisburgo. Circa cinque chilometri dopo Salisburgo, l'autostrada arriva al confine con la Germania in direzione di Monaco di Baviera, cambiando denominazione in A8.

## Storia
Il primo tratto dell'autostrada è stato aperto durante la seconda guerra mondiale, all'interno del progetto della Reichsautobahn, mentre il completamento definitivo risale agli anni settanta.
Attualmente sono in corso i lavori di allargamento a tre corsie sull'intero percorso.